# Otto Neukum
Otto Neukum (* 23. Dezember 1929 in Bamberg; † 9. November 2014 in Burgebrach) war ein deutscher Politiker (CSU).

## Leben und Beruf
Otto Neukum legte 1949 das Abitur am Alten Gymnasium in Bamberg ab und studierte im Anschluss Jura und Philosophie in Bamberg, Erlangen und München. Nachdem er die erste und zweite Staatsprüfung ablegte, wurde er 1958 Regierungsassessor bei der Regierung von Oberfranken. Im Jahr darauf wurde er juristischer Staatsbeamter beim Landratsamt in Kronach und daraufhin Regierungsrat. 1963 stieg er bei der Landespolizeidirektion Oberfranken ein, bei der er Polizeirat und Stellvertreter des Leiters der Landpolizeidirektion war. 1966 wurde er Oberregierungsrat.
Neukum wurde 1966 zum Landrat des Landkreises Bamberg gewählt, er behielt dieses Amt auch nach der Gebietsreform und führte es bis 1996 aus. Von 1974 bis 1978 war er parallel dazu Abgeordneter im Bezirkstag von Oberfranken. Danach war er zunächst stellvertretender Vorsitzender und von 1988 an Vorsitzender des Landkreisverbandes Bayern. Im Mai 1990 wurde er Präsident des Verbandes, der nunmehr Bayerischer Landkreistag hieß. In diesem Jahr wurde er auch Vizepräsident des Deutschen Landkreistags, von 1992 bis 1996 war er Präsident. Von Anfang 1982 bis Ende Februar 1997 war er zudem Mitglied des Bayerischen Senats für die Gemeinden und Gemeindeverbände.
1971 wurde er von Kardinal-Großmeister Eugène Kardinal Tisserant zum Ritter des Ritterordens vom Heiligen Grab zu Jerusalem ernannt und am 15. Mai 1971 im Konstanzer Münster durch Lorenz Kardinal Jaeger, Großprior der deutschen Statthalterei, investiert. Er war Offizier des Ordens.
Im November 2014 starb er im Alter von 84 Jahren in Burgebrach.

## Auszeichnungen und Ehrungen
- Ritterschlag zum Ritter vom Heiligen Grab (1971)
- Bundesverdienstkreuz I. Klasse des Verdienstordens der Bundesrepublik Deutschland (1984)
- Großes Bundesverdienstkreuz Verdienstordens der Bundesrepublik Deutschland (1995)
- Bayerischer Verdienstorden (1995)
- Ehrenbezeichnung „Altlandrat“ (2004)
- Ehrensenator der Universität Bamberg
- Verdienstmedaille des Landkreises Bamberg in Gold
- Bayerische Verfassungsmedaille